# 實龍崗
实龙岗（英語：Serangoon，/səræŋɡuːn/，史上也稱石龍崗，是新加坡東北部的一个规划区。該規劃區共有七個分區：實龍崗中心、羅弄泉、巴耶利峇上段、實龍崗花園、實龍崗北、實里達山和實龍崗北工業區。

## 交通

### 公共交通
最初實龍崗巴士交匯處於1988年3月13日於實龍崗中心開放。後來於2011年9月3日搬遷至NEX購物中心 。
东北线的大部分與主幹道平行。沿著這條路的車站是從小印度地铁站到高文地铁站。

### 公路網
沿着東北地区的实龙岗路上段是一条主要的公路，连接镇中心与市区或东北区。是新加坡其中最古老的道路之一。
另外主要公路有楊厝港路、巴耶里峇路上段、巴特里路、布萊德路与宏茂桥三道。
鎭西部可連接中央高速公路前往实理达机场或大巴窑、中央区等。

## 教育
截至2017年，該區共有小學5所，中學4所和南洋初級學院。

## 政治
实龙岗分列爲三個选区：马林百列、阿裕尼及宏茂橋集选区。分区有布莱德岭（马林百列），实龙岗分区（阿裕尼）及惹兰加由（宏茂桥）。
马林百列及宏茂桥两区由人民行動黨管理，工人黨管理阿裕尼。
第一、二邻里与实龙岗花园属于阿裕尼集选区。1997至2006分区属于马林百列，如今还是管理第二（部分）、三、四邻里包括鎭中心。第五邻里属于宏茂桥市镇理事会管理。

## 外部連結
- Masterplan 2003 （页面存档备份，存于） – 市區重建局
- Serangoon Planning Report 1995 （页面存档备份，存于）